# Luciano Maiani
Luciano Maiani (Roma, 16 luglio 1941) è un fisico sammarinese, conosciuto principalmente per il contributo alla teorizzazione del meccanismo GIM che ha portato alla scoperta del quark charm. Luciano Maiani è ricercatore emerito dell'INFN Istituto Nazionale di Fisica Nucleare, di cui è stato anche presidente. Maiani è stato inoltre professore alla Sapienza Università di Roma e ha ricoperto la carica di direttore generale del CERN a Ginevra, e del CNR.

## Biografia
Nato a Roma da famiglia sammarinese, si laurea a La Sapienza nel 1964, nello stesso anno si sposta all'Università di Firenze collaborando con il gruppo di Raoul Gatto.
Nel 1969 vince una borsa post dottorato al Lyman Laboratory di fisica della Harvard University, dove lavorerà fino al 1976. Nel 1970 collabora con i fisici Sheldon Lee Glashow e Ioannis Iliopoulos elaborando un'estensione del modello a quark allora in auge (che prevedeva l'esistenza dei tre quark up, down e strange), per tener conto di alcune anomalie presenti nel Modello standard. Il meccanismo, che prende il nome di "meccanismo GIM", dalle iniziali dei tre autori, prevede l'esistenza di un quarto quark, il quark charm, che sarà in seguito scoperto sperimentalmente nel 1974 presso lo SLAC ed il Brookhaven National Laboratory.
Dal 1993 al 1997 è presidente dell'INFN (Istituto nazionale di fisica nucleare) e dal 1999 al 2003 è il secondo di lingua italiana ad essere direttore generale del CERN, dopo Carlo Rubbia. Sotto la guida di Maiani, il CERN compie la scelta cruciale di passare dalla fisica del Large Electron-Positron Collider, con cui si sono ottenuti risultati fondamentali tra 1989 e il 2000, a quella pionieristica del Large Hadron Collider, attualmente in funzione.

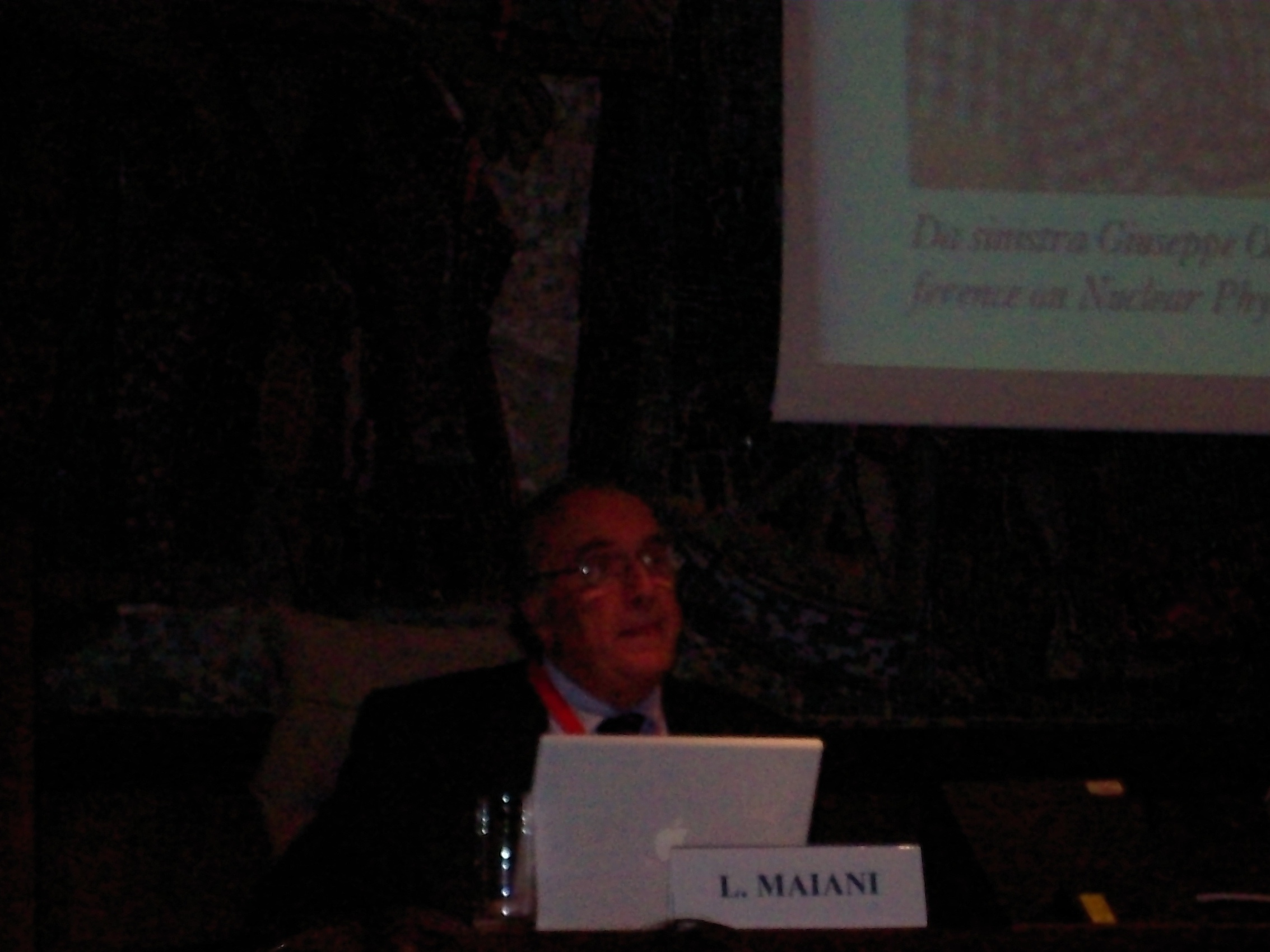
Luciano Maiani in una conferenza a Bergamo

Dal 2008 al 2011 è presidente del CNR. Al riguardo, dopo che l'8 gennaio 2008 ottiene dal Consiglio dei ministri la ratifica della nomina, questa viene bloccata temporaneamente dalla Commissione Cultura del Senato nella seduta del 16 gennaio, dal momento che Maiani risulta fra i firmatari della lettera dei 67 (vedi Controversia sull'invito di papa Benedetto XVI alla Sapienza). In tale occasione il senatore Franco Asciutti giudica che l'adesione di Maiani ad un appello contrario alla presenza del Pontefice in occasione dell'inaugurazione dell'anno accademico sia «incompatibile con un atteggiamento equilibrato e laico». La nomina viene sbloccata solo circa un mese più tardi: il 29 gennaio da parte del Senato, il 1º febbraio da parte del Governo, quando il clamore mediatico si è ormai placato.
Poco tempo dopo subisce attacchi per il lavoro svolto con il premio Nobel Sheldon Glashow da parte della deputata Gabriella Carlucci, che ne mette in dubbio la reputazione scientifica. Le posizioni della Carlucci vengono prontamente smentite dagli stessi Glashow e Iliopoulos con una lettera indirizzata a Romano Prodi.
Dal 1976 è professore di fisica teorica, attualmente emerito, all'Università di Roma La Sapienza. È socio nazionale dell'Accademia Nazionale dei Lincei e dell'Accademia delle Scienze di Torino ed è membro dell'Albo d'Onore della UNINTESS di Mantova.
Dal 2018 è presidente del Comitato Generale Premi della Fondazione Internazionale Balzan.

## Riconoscimenti scientifici
- 1979 Medaglia Matteucci[6], Accademia Nazionale dei XL
- 1987 Premio Sakurai della American Physical Society
- 1996 Dottore honoris causa, Université de la Méditerranée, Aix-Marseille
- Premio Enrico Fermi, conferito dalla Società italiana di fisica
- 2007 Medaglia Dirac, Centro di fisica teorica[7], Trieste
- 2011 High Energy and Particle Physics Prize della European Physical Society
- 2014 Premio Pontecorvo del Joint Institute for Nuclear Research di Dubna

## Opere
- Luciano Maiani, Idee per diventare FISICO. A caccia di particelle, Zanichelli 2007
- Luciano Maiani, Romeo Bassoli, A caccia del bosone di Higgs, Mondadori 2013